# Dušečka

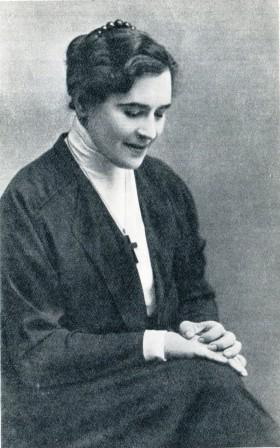
Ol'ga Leonardovna Knipper, moglie di Anton Čechov

Dušečka (in russo Душечка?, Dušečka) è un racconto di Anton Čechov, pubblicato per la prima volta nel gennaio 1899.

## Trama
Dušečka in lingua russa è vocativo affettuoso tradotto in italiano con "tesoro", "cara" e in lingua inglese con "darling". In questo racconto, "dušečka" è l'espressione con cui ci si rivolge abitualmente alla protagonista Ol'ga (diminutivo con valore affettivo: Olen'ka):
(Anton Čechov, «Dušečka». In: Racconti, Garzanti, 1983, ISBN 978-8811370154)
Dopo la morte del padre, un assessore di collegio in pensione, Olen'ka sposa Kukin, un impresario teatrale. Il matrimonio è felice: Olen'ka collabora attivamente col marito e ne condivide gli interessi e le opinioni. Kukin muore però durante un viaggio di lavoro a Mosca; Olen'ka è sinceramente addolorata. Tre mesi dopo si innamora di Vasilij Pustovalov, un commerciante in legname, e lo sposa. Dimentica del teatro, si interessa ora solo delle attività commerciali del nuovo marito di cui condivide anche questa volta le opinioni («Le idee di suo marito erano le sue. Se Pustovalov pensava che faceva caldo nella camera o che gli affari ristagnavano, lo pensava anche lei. Suo marito non amava alcuna distrazione, né mai usciva nei giorni di festa; e lei neanche»). «I Pustovalov vissero così per sei anni, quieti e sereni, in perfetto amore e accordo». Ma anche Vasilij muore. Un altro uomo entra progressivamente nella vita di Olen'ka: il veterinario Vladimir Smirnin. Smirnin in realtà è sposato e ha un figlio, ma scoperta l'infedeltà della moglie è andato via da casa e invia ogni mese quaranta rubli per il mantenimento del figlioletto. Olen'ka e Smirnin convivono. Smirnin vorrebbe mantenere segreto il legame; ma Olen'ka, che anche questa volta fa suoi gli interessi professionali e le opinioni del compagno, ormai non fa altro che parlare di malattie degli animali e loro profilassi. Smirnin se ne va; Olen'ka rimane sola e, «ed era il peggio, non aveva più nessuna opinione». Alcuni mesi dopo Smirnin ritorna, in compagnia della moglie, con cui si è riconciliato, e del figlio decenne Saša. Generosa, Olen’ka offre loro ospitalità. La moglie di Smirnin abbandona definitivamente la famiglia, il veterinario è spesso assente per lavoro, il piccolo Saša sarà accudito giorno e notte da Olen’ka:
(Anton Čechov, «Dušečka». In: Racconti, Garzanti, 1983, ISBN 978-8811370154)

## Storia
Dušečka fu pubblicato sul numero 1 (3 gennaio) 1899 della rivista russa La famiglia (in russo Семья?, Sem’â), pagine 2-4; il racconto riportava la data "31 dicembre 1898. Dušečka fu poi pubblicato nell'edizione delle Opere di Čechov dell'editore A. F. Marks (Polnoe sobranie sočinenij A.P. Čechov, Sankt-Peterburg: Izdanie A. F. Marksa, 1903 Vol. IX, pp. 289-303.

## Critica
Dušečka era il racconto preferito di Lev Tolstoj sia per la perfezione artistica, sia per il fascino della protagonista, che per Tolstoj era l'incarnazione dell'amore più puro e santo. I giudizi sulla personalità della protagonista furono differenti fra i fautori della Rivoluzione d'ottobre. Gor'kij criticava la remissività di Dušečka, la sua incapacità di protestare. Lenin attaccò invece il menscevico Potresov paragonando la sua biografia politica all'incostanza sentimentale di Dušečka. Dušečka era, invece, assieme al Camaleonte, il racconto preferito di Stalin.

## Edizioni
- Anton Čechov, «Anima cara». In: Racconti; traduzione di Agostino Villa, Vol. I, Torino: Einaudi, 1950
Contiene: Il duello; Incubo; In carretta; Il consigliere segreto; Ragazzi; Arte; Ssst!...; Il racconto di uno sconosciuto; Donne del popolo; Nel cantuccio natio; Vagnka; Beltà femminili; Il reparto n.6; Durante la settimana santa; Dušečka; La villa con mezzanino; Villanuova; La mia vita; Grisha; Il viaggiatore di prima classe; L'opera d'arte; Dalle memorie di un uomo impulsivo; alle memorie di un uomo irascibile; Martiri; Vigilia di quaresima; La sirena; Il camaleonte; Il professore di belle lettere; Ariadna; Un bacio
- Anton Cechov, Tutti i racconti, Tomo XII: «Anima cara e indice generale»; introduzione e traduzione di Alfredo Polledro, Collezione Biblioteca Universale Rizzoli 1101-1103, Milano: Rizzoli, 1957
- Anton Čechov, Racconti e novelle; a cura di Giuseppe Zamboni; introduzione di Emilio Cecchi; appendice critica a cura di Maria Bianca Gallinaro, Vol. III, Coll. I grandi classici stranieri, Firenze: G. C. Sansoni, 1963
- Anton Pavlovič Čechov, Racconti, Volume secondo; versione a cura di Ercole Reggio e Marussia Shkirmantova, Collezione I grandi libri Garzanti 109-110, IV ed, Milano: Garzanti, 1983, ISBN 978-8811370154
- Antòn P. Čechov, Tutti i racconti, Vol. III: «Racconti e novelle, 1888-1903»; a cura di Eridano Bazzarelli, Milano: Mursia, 1984, ISBN 9788811370154
- Čechov, Racconti, Vol. II, 1509-1522: «Che cara!»; traduzione di Bruno Osimo, Milano: Mondadori, 1996, ISBN 9788804420224